# Molly Sandén
Molly My Marianne Sandén, född 3 juli 1992 i Huddinge i Stockholms län, är en svensk popsångare, låtskrivare och artist. Sedan 2020 använder hon även sitt alter ego My Marianne – som är hennes andra förnamn – i vissa samarbeten och sammanhang utanför sin vanliga, egna sångstil.

## Biografi
Molly Sandén är uppvuxen i Huddinge och bodde cirka två år i Los Angeles, men bor nu[när?] åter i Stockholm. Hon är syster till Frida Sandén och Mimmi Sandén. Sandén har gått i grundskolan Adolf Fredriks musikklasser i Stockholm och därefter gymnasiet Rytmus, där hon gick ut våren 2011.
I januari 2023 meddelade Sandén att hon var gravid och väntade sitt första barn. I juni samma år fick hon en son tillsammans med sambon och musikern David Larson (född 1987).

### Karriär

#### 2005–2008
2005 körade hon, tillsammans med bl.a. sina systrar, på Kents låt "Dom som försvann", från EP:n The hjärta & smärta EP.
Sandén vann den svenska uttagningen till Junior Eurovision Song Contest 2006 med balladen "Det finaste någon kan få". I finalen i Bukarest i Rumänien den 2 december 2006 kom låten på tredje plats med 116 poäng, vilket är det bästa resultatet för Sverige hittills (2014) i tävlingen. Hon uppträdde i SVT1 den 31 december 2006 i Tolvslaget på Skansen. Molly Sandén vann talangtävlingen Stjärnskott. Hon sjöng även duett med Magnus Carlsson i sången "Julens tid är här" på hans julalbum Spår i snön (2006). Hon sjöng också med på Markoolios skiva Snö vid julens rock.
Sandén har sjungit en duett med Ola Svensson i sången "Du är musiken i mig (You are the Music in Me)", som finns med i Disneyfilmen High School Musical 2. Sandén och Svensson framförde också sången i den svenska uttagningen till Junior Eurovision Song Contest 2007. 
Under 2008 medverkade Molly Sandén i Sol, vind och vatten efter sången med samma namn, en hyllningsföreställning till Ted Gärdestad, tillsammans med Janne Schaffer, Jan Johansen, Johan Boding och Sara Löfgren. Hon medverkade också med Hallelujah i Sommarkrysset 2008 tillsammans med delar av Tensta Gospel Choir.

#### 2009–2010
Sandén tävlade i Melodifestivalen 2009 med låten Så vill stjärnorna. Låten tävlade den 21 februari 2009 och gick efter omröstning direkt till finalen i Globen. I finalen slutade hon på elfte och sista plats med två poäng från den internationella juryn. Låten "Så vill stjärnorna" är en del av Sandéns debutalbum Samma himmel som släpptes samma år.  
Sandén var Sveriges kommentator i Junior Eurovision Song Contest 2009 där hennes syster Mimmi Sandén tävlade för Sverige. 
Under 2010 medverkade hon, trots sin dåvarande starka "dansfobi", i TV-programmet Let's Dance, som sändes på TV4 under vintern/våren. Hennes partner var Jonathan Näslund. Paret åkte ut fredagen den 12 mars och slutade då på fjärde plats. 
Sandén spelade under 2010 in Rapunzels svenska röst i Disneyfilmen Trassel. Hon spelar även rösten som Teddy Duncan i Disney Channel-serien Lycka till Charlie! och Olivia i Lemonade Mouth som är en Disney Channel Original Movie.

#### 2011–2012
Sandén medverkade i Melodifestivalen 2012 med låten Why am I Crying, som är skriven av henne själv tillsammans med Aleena Gibson och Windy Wagner. Hon deltog i den tredje deltävlingen i Tegera Arena i Leksand den 18 februari. Låten tog sig vidare direkt till final och slutade där på en femteplats. Kort efter Melodifestivalens final kunde man se Danny Saucedo och Molly Sandén i ett lag i Så ska det låta, där de mötte Pauline Kamusewu och Stephen Simmonds. 
Den 23 maj 2012 släpptes Sandéns andra album, Unchained. Albumet innehåller bland annat låtarna "Why am I Crying", "Spread a Little Light" och "A Little Forgiveness" med Christopher Nissen. År 2012 gick Molly Sandén ut på sommarturnén Unchained Tour sponsrad av Reliable Productions, EMI Music Sweden och United Stage. Som en del av turnén medverkade Molly Sandén i Allsång på Skansen den 3 juli, Sommarkrysset den 28 juli, Lotta på Liseberg den 6 augusti och RIX FM Festival i Falun, Göteborg, Helsingborg, Linköping och Sundsvall. Den 6 juni var Sandén programledare för Lilla Melodifestivalen 2012 tillsammans med Kim Ohlsson.
Den 27 oktober 2012 medverkade Sandén, tillsammans med sångarna Pauline Kamusewu och Arja Saijonmaa, i TV-programmet Rosa Bandet-galan som TV3 skapat i samarbete med Cancerfonden.

#### 2013
Den 1 februari 2013 utsågs Molly Sandén till ambassadör för antimobbningsstiftelsen Friends. Hon är även ambassadör för anti-hiv- och aids-organisationen Star for Life, tillsammans med Måns Zelmerlöw. Hon var i Los Angeles för att slutföra sitt kommande album i samarbete med bland annat Redone.

#### 2014–2018

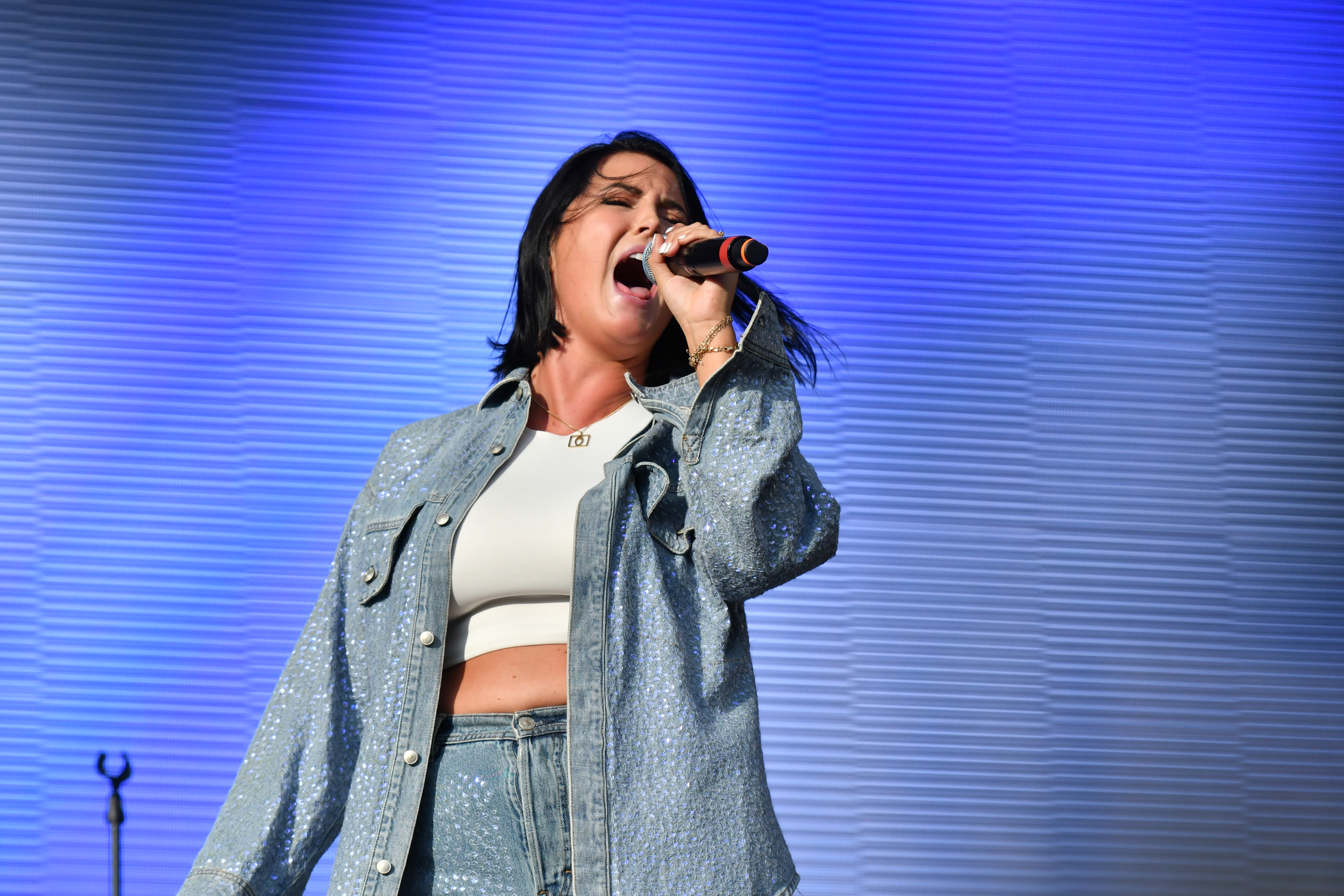
Molly Sandén på Malmöfestivalen 2018.

Juli 2014 släpptes singeln Freak som handlar om kampen mot dåligt självförtroende, och en text mot utseendefixering och tokiga kroppsideal. I augusti släpps videon på Youtube. I januari 2015 släpptes singeln "Phoenix". Den spelades in på Gärdet i Stockholm. År 2016 medverkade Molly Sandén i Melodifestivalen med låten Youniverse skriven av henne själv, Danny Saucedo och John Alexis. Hon deltog i den fjärde deltävlingen i Gavlerinken Arena i Gävle den 27 februari och tog sig direkt till final, i vilken hon slutade på sjätte plats.
2017 var Molly Sandén, tillsammans med Farah Abadi och Kalle Zackari Wahlström, programledare för Musikhjälpen 2017 som sändes från Umeå den 11-17 december. Inlåsta i en glasbur i på Rådhustorget (dessa dagar kallades det "Kärlekens torg") i Umeå samlade de ihop rekordsiffran, 74 miljoner kronor, under temat ”Barn är inte till salu” 
27 april 2018 släpptes albumet Större. Med Större kom ett nytt sound som var mer urbant och rörde sig i rnb världen. Mollys nya sound blev en omedelbar succé. Både Rygg mot rygg som första singeln hette och den andra singeln på svenska, Utan dig, har streamat platina, sammanlagt över 15 miljoner gånger.  Större är en skiva om hennes eget liv och om kontraster.  Stark och svag och allt däremellan, som Molly själv sjunger i låten Sand. 
Tredje singeln från albumet var Ditt sanna jag. Det är en duett med låtskrivaren och producenten Leslie Tay, som bland annat ligger bakom Cherries Grammis-belönade debutalbum, och som varit med och skrivit flera låtar på Större.
Efter albumet följde en bejublad sommarturné på bland annat nya festivalen Queens of Pop och ett fullsatt Gröna Lund. Under hösten släpptes nya låten ”Kär i din kärlek” – en svensk cover på Ed Sheerans låt ”Shape Of You” som Molly spelade in i Spotify Singles Sessions. Låten gick in på plats nio på Spotify Topp 50, har spelats flitigt på radio och sålt guld.
Den 26 december  medverkade Molly i Svt:s programserie Helt lyriskt och uppträdde med låten "Jag e" som är en tonsättning till dikten "Vierge moderne" med Edith Södergran. Låten släpptes också som en inspelad studioversion samma datum.
Molly var grammisnominerad till "Årets pop" och nominerad till "Årets pop" och "Årets artist" på P3 guld.
Molly Sandén var den mest streamade svenska kvinnliga artisten under 2018. Albumet Större har idag gått platina och streamats mer än 100 miljoner gånger.

#### 2019
Den 1 mars 2019 släpptes Mollys första singel "Den som e den" från kommande albumet Det bästa kanske inte hänt än. När albumet släpptes den 29 maj gick åtta av albumets tio låtar in på Spotifys topp 50 lista.
Sandén medverkade i den första svenskproducerade Netflix-serien Störst av allt som hade premiär på Netflix den 5 april 2019, med sin egen tolkning av Jonathan Johanssons "Rosa himmel". TV-serien, som är en kriminaldramaserie, bygger på boken med samma namn från Malin Persson Giolito.
| ”              | Jag har alltid älskat den här låten och att få sjunga den live på en stor Netflix-inspelning i en kyrka där alla började gråta på beställning var en sjukt mäktig upplevelse. Jag själv började böla direkt. | „ |
| – Molly Sandén | |   |

Senare år 2019 släppte hon sitt fjärde studioalbum Det bästa kanske inte hänt än.

#### 2020
I januari 2020 tilldelades hon två priser på P3 Guld, Guldmicken för sina liveframträdanden och även utmärkelsen Årets pop.
En knapp månad senare vann hon tre priser på Grammisgalan i TV4 Play för årets artist, årets album för Det bästa kanske inte hänt än och årets pop för låten "Det bästa kanske inte hänt än".
I maj månad var Molly Sandén den första artist att genomföra en så kallad "Late Night Concert" i TV4:s nya konsertprogram.
Molly Sandéns alter ego "My Marianne" gör sångrösten till Rachel McAdams karaktär i Netflix Eurovision Song Contest: The Story of Fire Saga med Will Ferrell som släpptes den 26 juni 2020. 20 november 2020 släppte "My Marianne" och Jonathan Johansson den gemensamma jullåten "Come Whatever, Come What May" och framförde den bland annat på Skavlan 4 december samma år.

### Influenser
Sandén har sagt sig inspirerats av sångare som hon beskrev som "sångdivorna". Främst av dessa är Whitney Houston och Céline Dion och på senare tid Adele, Jessie J och Beyoncé.

## Diskografi

### Studioalbum
- 2009 – Samma himmel
- 2012 – Unchained
- 2018 – Större
- 2019 – Det bästa kanske inte hänt än[26]
- 2021 – Dom ska veta
- 2023 – Allting däremellan
- 2025 – Strawberry Blonde[27]

### EP:s
- 2015 – Like No One's Watching

### Singlar
- 2006 – "Det finaste någon kan få" (Junior Eurovision Song Contest 2006)
- 2007 – "Allt Som Jag Kan Ge" (Stage Junior 2007)
- 2008 – "Keep on (Movin')"
- 2009 – "Så vill stjärnorna" (Melodifestivalen 2009)
- 2011 – "Spread a Little Light"
- 2012 – "Why am I Crying" (Melodifestivalen 2012)
- 2012 – "Unchained (Molly Sandén-låt)"/"Mirage"
- 2014 – "Freak (Molly Sandén-låt)"
- 2015 – "Phoenix (Molly Sandén-låt)"
- 2016 – "Youniverse" (Melodifestivalen 2016)
- 2017 – "Rygg mot rygg"
- 2017 – "Utan dig (Molly Sandén-låt)"
- 2017 – "Utan dig (Molly Sandén-låt)" (med Newkid)
- 2018 – "Ditt sanna jag" (med Leslie Tay)
- 2019 – "Den som e den"
- 2019 – "Rosa himmel" (från Störst av allt)
- 2019 – "Va det då?"
- 2019 – "Smartare" (med estraden)
- 2019 – "Alla våra smeknamn" (Bonus track)
- 2020 – "Jag mår bra nu" (med Newkid)
- 2021 – "Kärlek slutar alltid med bråk"
- 2021 – "Nån annan nu"
- 2021 – "Vi ska aldrig gå hem"
- 2022 – "Viet i vinsten (Sveriges Officiella EM-låt 2022)"
- 2024 – "Hålla mig"
- 2024 – "Gimme! Gimme! Gimme! (A Man After Midnight)" cover av Abba
- 2024 – "Slutet av sommarn"
- 2024 – "Lost and found" feat. Victor Leksell

### Artistsamarbeten
- 2005 – Dom som försvann (The hjärta & smärta EP) av kent
- 2006 – Julens Tid Är Här  (Spår i snön)  av  Magnus Carlsson
- 2012 – A Little Forgiveness feat. Christopher (Unchained)
- 2020 – Sverige feat. Jocke Berg, Victor Leksell.

## Filmografi, svensk dubbning
- 2007 – High School Musical 2 som Gabriella Montez (sång)
- 2008 – High School Musical 3 som Gabriella Montez (sång)
- 2009 –  Fångad (trapped)  som Natasha Hamilton (Röst)
- 2010 – Trassel som Rapunzel (tal och sång)
- 2010-2014 – Lycka till Charlie! som Teddy Duncan
- 2011 – Lemonade Mouth som Olivia White
- 2017 – Smurfarna: Den försvunna byn som Smurfan
- 2018 – Röjar-Ralf kraschar internet som Rapunzel
- 2020 – Eurovision Song Contest: The Story of Fire Saga som Sigrit (Sång)

### Soundtrack, svensk dubbning
- 2006 – Julens tid är här med Magnus Carlsson (Spår i snön)
- 2007 – Du Är Musiken I Mig feat. Ola (High School Musical 2)
- 2008 – Just Här, Just Nu feat. Brandur (High School Musical 3)
- 2011 – Nu När Jag Ser Dig med Måns Zelmerlöw (Trassel)

## Radio- och TV-program
- 2010 – My Camp Rock Scandinavia 2
- 2010 – Let´s dance
- 2009 – Melodifestivalen 2009
- 2008 – Sommarkrysset
- 2012 – Lilla Melodifestivalen 2012
- 2012 – Melodifestivalen 2012
- 2012 – Allsång på Skansen
- 2012 – Sommarkrysset
- 2012 – Rosabandetgalan
- 2016 – Melodifestivalen 2016
- 2017 – Musikhjälpen 2017
- 2018 – Hellenius hörna (TV-serie)
- 2018 – Helt lyriskt (TV-serie)
- 2019 – Sommar P1
- 2024 – Tack för musiken! (TV-serie)

## Egna videor
- 2014 – Freak

## Utmärkelser och nomineringar

### Utmärkelser
2012
- Blog Awards – Årets bloggraket[28]

2020
- P3 Guld – Årets pop [29]
- P3 Guld – Årets liveakt (Guldmicken) [29]
- Grammis – Årets album (Det bästa kanske inte hänt än) [30]
- Grammis – Årets artist [30]
- Grammis – Årets pop [30]
- Rockbjörnen – Årets kvinnliga liveartist [31]

2022
- Ulla Billquist-stipendiat[32]

### Nomineringar
2012
- Rockbjörnen – Årets kvinnliga liveartist [33] - Förlorade mot Loreen

2013
- Finest Awards – Årets kändisblogg [34] - Förlorade mot Pernilla Wahlgren